# Zoran Predin

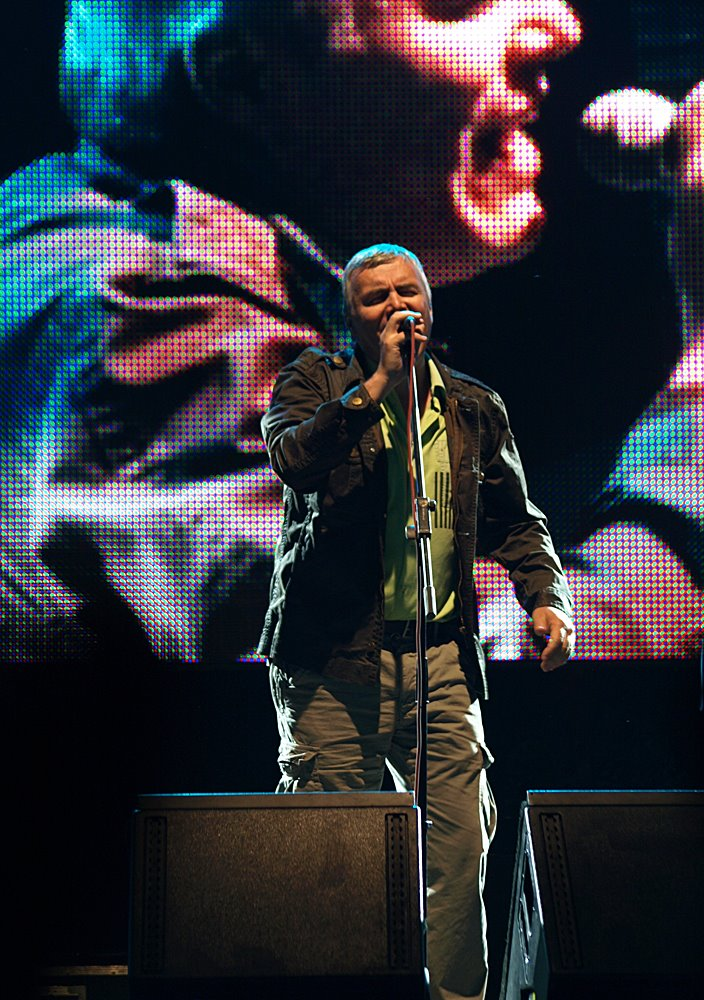
Zoran Predin

Zoran Predin (* 16. Juni 1958 in Maribor) ist ein slowenischer Sänger und Songwriter aus Maribor.

## Leben
Bekannt wurde er als Frontman der Rockband Lačni Franz. Predin schreibt auch Musik für Film und Theater.
In den späten 1990er Jahren und Anfang des neuen Jahrtausends tourte er gemeinsam mit den slowenischen Singer/Songwritern Pero Lovšin und Vlado Kreslin. Gemeinsam mit diesen wurde auch ein Album aufgenommen, auf dem sich die slowenische Fußballhymne für die EM 2000 Slovenija gre naprej befindet.
Zoran Predin engagiert sich auch politisch, in den 1990er Jahren unterstützte er die Liberaldemokraten Sloweniens.
Zoran Predin ist meistens mit The Gypsy Swing Band unterwegs. 2019 arbeitete er mit Damir Kukuruzović und dessen Django Group, mit der er den Hit Zoran pjeva Arsena hatte.

## Diskografie (Solo)
- Svjedoci-Priče (1989)
- Gate na glavo (1992)
- Napad ljubezni (1994)
- Mentol bonbon (1996)
- Ljubimec iz omare (1998)
- All-purpose lover (1999)
- Tretji človek (2000)
- Lovec na sanje (2001)
- V živo gre zares (2002)
- Praslovan MP3 (2002)
- Strup za punce (2003)
- Na krilih prvega poljuba (2003)
- Žarnica za boljši jutri (2005)
- Čas za malo nežnosti (2007)